# Cavalier torony
A  Cavalier torony (máltaiul: Torri tal-Kavalier) más néven Qrendi torony (máltaiul:Torri tal-Qrendi) vagy korábbi elnevezése Ellul Preziosi Tower (máltaiul:Torri Ellul Preziosi) őrtorony Qrendi városában, Máltán. Bár építésének időpontjáról nincs pontos feljegyzés, ez Málta egyik legrégebbi tornya. Egyes történészek szerint a késő középkorban építették, amikor Málta még a Szicíliai Királyság része volt, mások a máltai lovagrend korai építményei között tartják számon. Jó állapotú, magántulajdonban van.

## Története
A Cavalier torony feltételezetten valamikor 1380–1480 között épült, amikor Málta még a Szicíliai Királyság része volt. Ha ez igaz, akkor ez az egyetlen fennmaradt középkori torony Máltán, egy xlendi-i kör alakú torony romjain kívül. Más történészek azonban úgy vélik, hogy a tornyot a Szent János-rend építtette, és a közvetlenül mellette álló 1585-ben épült lakóházzal együtt a rend kapitányának (máltaiul: Kaptan Kavallier) lakhelye volt – ezért hívják Cavalier toronynak. A 17. században a tornyot és a rezidenciát átépítették és ekkor a torony elvesztette védelmi építészeti elemeinek nagy részét.
A Cavalier torony egyedi formájú, nyolcszög alaprajzú, Málta egyetlen ilyen kialakítású tornya. Három emelet magas, minden emeleten egy-egy helyiség található, a mennyezet szamárhátíves. A tetőn magas mellvéd fut körbe, amelyet konzolok közé épített dobónyílások tagolnak. A torony főbejárata a szomszédos középkori rezidenciában található, amely eredetileg malom vagy kápolna volt.
A Cavailer tornyot kortárs épületek és udvarok veszik körül, így a torony és környezete építészetileg rendkívül érdekes. A 20. század elején egy óvóhelyet tártak fel az ingatlan alatt, amelyet a második világháború idején használtak.
A tornyot is magában foglaló rezidenciát 2011-ben helyreállították. Napjainkban a Cavalier torony jó állapotú, magántulajdonban van, nem látogatható.

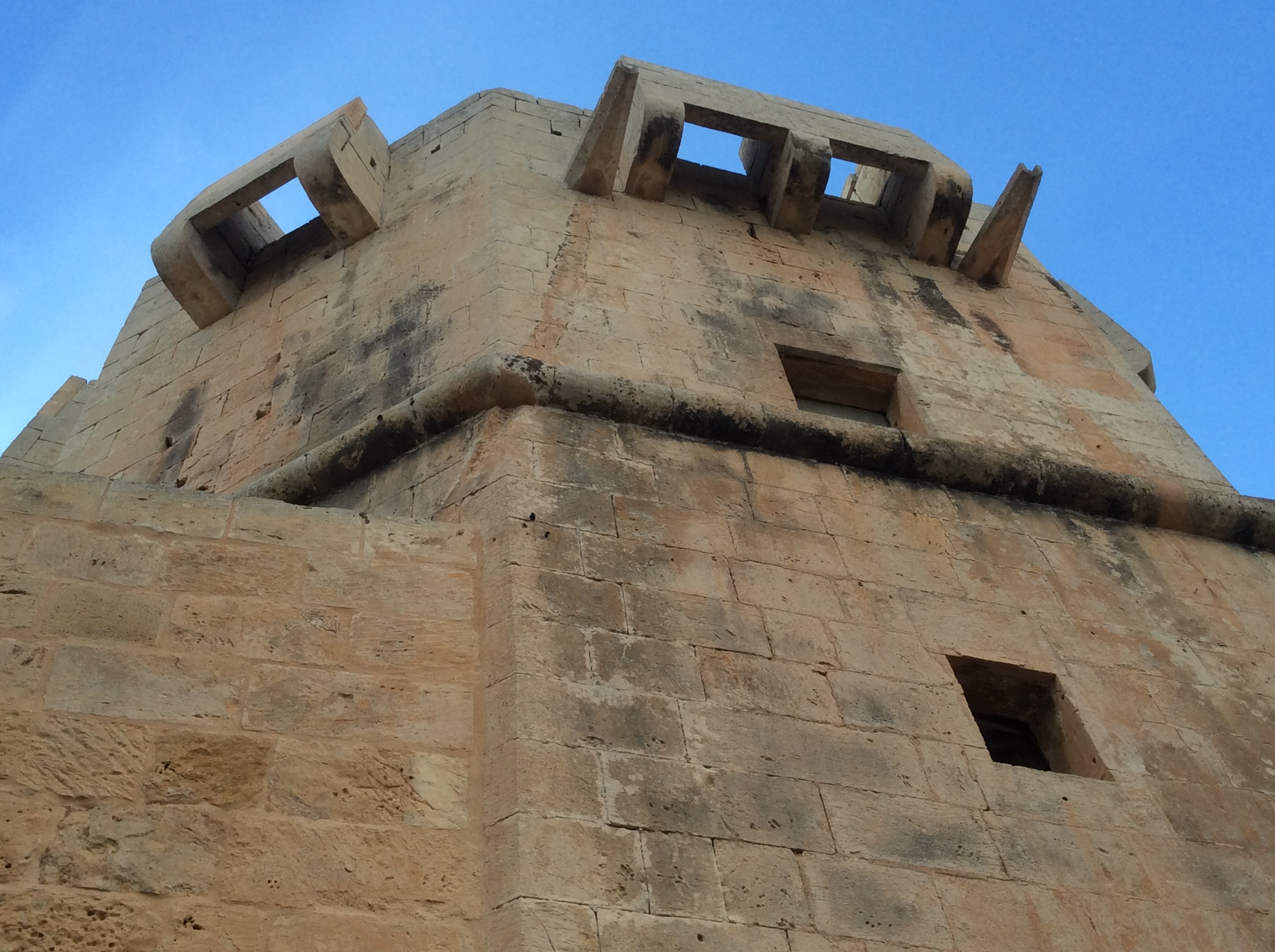
A dobónyílásokon át köveket vagy forró olajat dobtak a támadókra
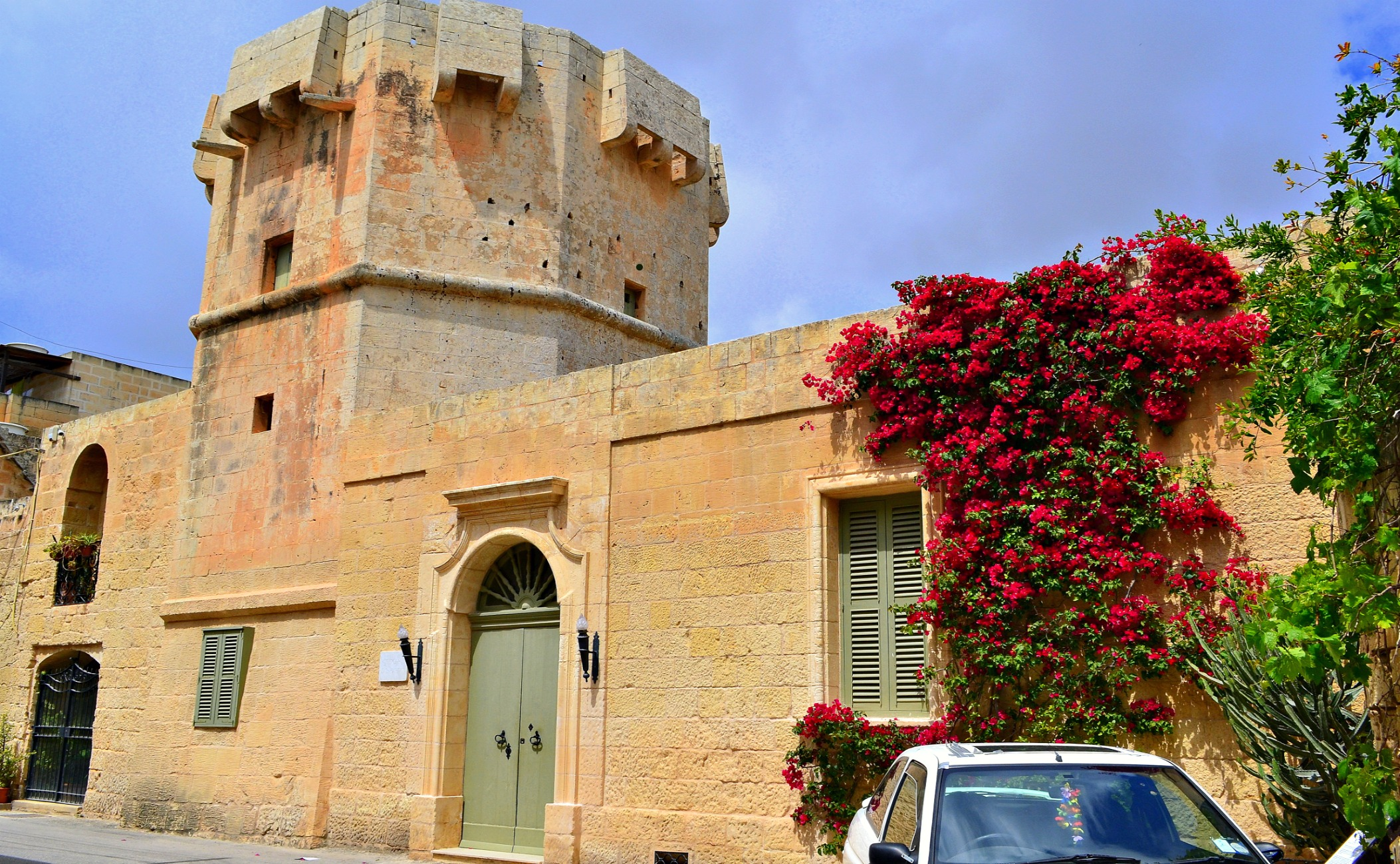
A Cavalier torony

## Fordítás
Ez a szócikk részben vagy egészben  a   Cavalier Tower című angol Wikipédia-szócikk fordításán alapul.  Az eredeti cikk szerkesztőit annak laptörténete sorolja fel. Ez a jelzés csupán a megfogalmazás eredetét és a szerzői jogokat jelzi, nem szolgál a cikkben szereplő információk forrásmegjelöléseként.

## Külső hivatkozások
- A máltai szigetek kulturális javainak nemzeti jegyzéke